# Dan 202 (album, Tabu)
Dan 202 (znan tudi kot Tabu in Simfonični orkester RTV Slovenija) je šesta izdaja in edini album v živo, posnet v sodelovanju slovenske pop rock skupine Tabu s Simfoničnim orkestrom RTV Slovenija, izdan 20. novembra 2014 pri založbi Universal Music Records. Je dvojni album. Posnet je bil na koncertu 15. obletnice nastanka skupine, 12. junija 2014 v ljubljanskih Križankah. Vsebuje tudi DVD posnetek celotnega koncerta.
Na koncertu so z Andrejem Šifrerjem odigrali tudi priredbo njegove pesmi »Romanje« z albuma Ideje izpod odeje (1981).

## Seznam pesmi
| Prvi CD 1. »Intro« – 0:54 2. »On« – 4:45 3. »Nekoč nekje« – 4:04 4. »Oblak za dva« – 4:16 5. »42« – 3:52 6. »Namesto srca« – 4:20 7. »Romanje« (feat. Andrej Šifrer) – 7:12 8. »Adrenalin« – 5:33 9. »Tabu« – 3:11 10. »Hvala za ribe« – 4:32 11. »Male vojne« – 4:01 | Drugi CD 1. »Intro« (feat. Goran Bojčevski) – 3:52 2. »Začarano telo« (feat. Goran Bojčevski) – 4:09 3. »Moje luči« (feat. Primož Fleischman) – 6:45 4. »Pesek in dotik« (feat. Andraž Hribar) – 7:11 5. »Ocean« – 3:23 6. »Divje« – 4:29 7. »Dobra vila« (feat. Nina Vodopivec) – 6:04 8. »Lahko sem srce« – 7:20 9. »Poljubljena« – 6:32 10. »Angel« – 11:15 |

## Zasedba
| Tabu - Tina Marinšek — vokal - Tomaž Trop — kitara - Iztok Melanšek — bas kitara - Primož Štorman — bobni - Aleš Beriša — klaviature Simfonični orkester RTV Slovenija - Rok Golob — dirigent - Marko Fabiani — koncertni mojster | Gostje - Andrej Šifrer — vokal v »Romanje« - Nina Vodopivec — vokal v »Dobra vila« - Goran Bojčevski — aranžmaji, klarinet v »Začarano telo« - Primož Fleischman — saksofon v »Moje luči« - Tomaž Pirnat — zborovodja - Andraž Hribar — vokal v »Pesek in dotik« - Mladinski pevski zbor RTV Slovenija — zborsko petje v »Poljubljena« in »Angel« |